# Hiltpoltstein

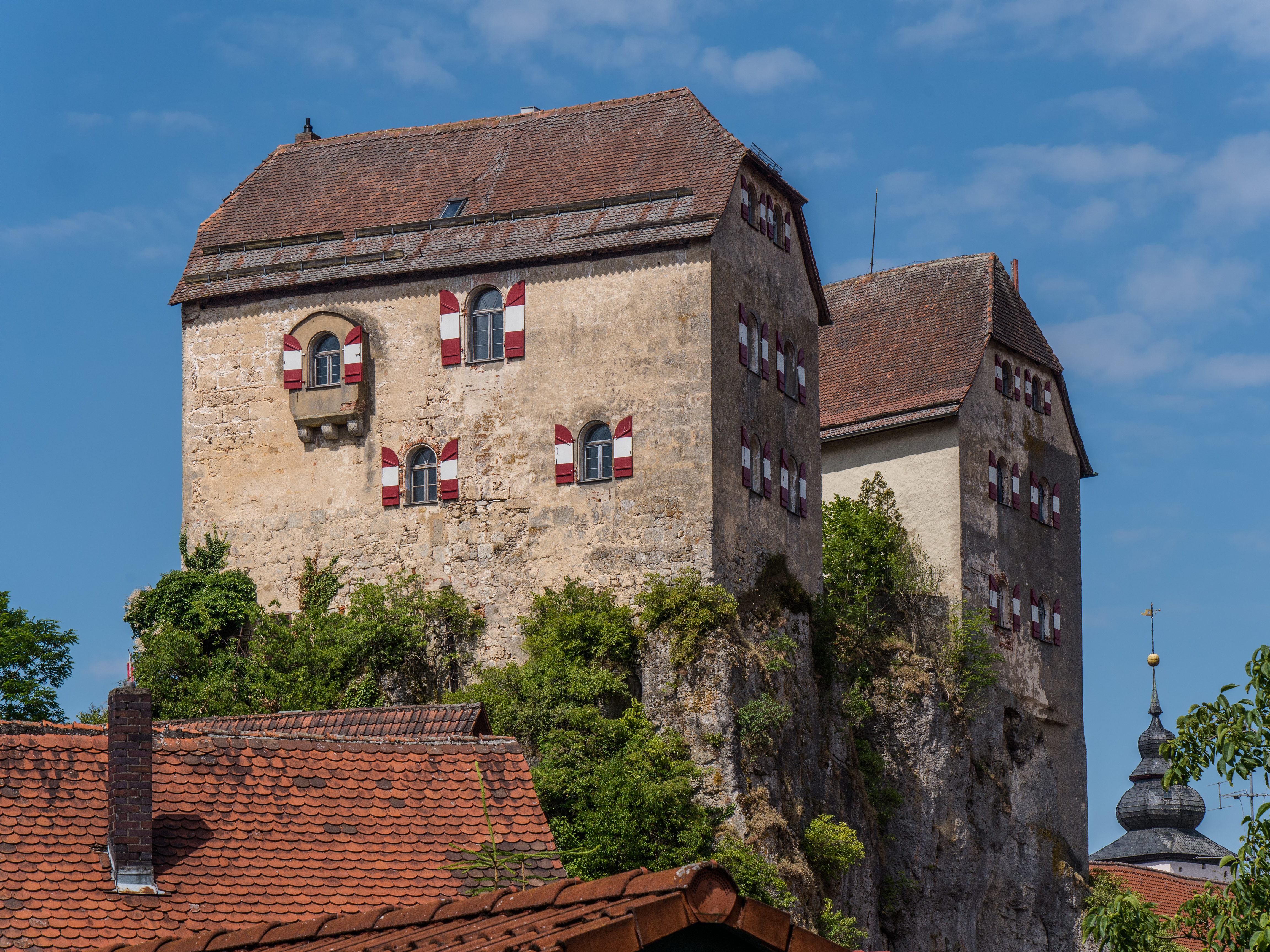
Château du Moyen Âge, XIe siècle ou XIIe siècle, à Hiltpoltstein.

Hiltpoltstein est une commune de Bavière (Allemagne), située dans l'arrondissement de Forchheim, dans le district de Haute-Franconie.

## Personnalités liées à la ville
- Karl Haller von Hallerstein (1774-1817), archéologue né au château de Hiltpoltstein.